# جی. تی. پتی
جی تی پتی (متولد ۲۸ فوریه ۱۹۷۷ در رالی، کارولینای شمالی) یک فیلمساز آمریکایی و نویسنده بازی‌های ویدیویی است. فیلم و رمان‌های کوتاه پتی حاوی عناصری از ژانر وحشت هستند. او بازی ویدیوییاسپلینتر سل تام کلنسی، یوبی‌سافت و همچنین بازی‌های ترسناک بقا اوت‌لست و اوت‌لست ۲ را نوشت. او در حال حاضر در بروکلین، نیویورک ساکن است.

## فیلمشناسی
| سال  | فیلم                  | اعتبار                                | یادداشت    |
| ---- | --------------------- | ------------------------------------- | ---------- |
| ۱۹۹۹ | شستشوی نهایی          | هماهنگ‌کننده تولید                     |            |
| ۱۹۹۹ | وایر اسپیندل          | دستیار تولید دفتر                     |            |
| ۲۰۰۰ | هملت                  | دستیار تولید اضافی                    |            |
| ۲۰۰۱ | نرم برای حفاری        | کارگردان، نویسنده، تهیه‌کننده، تدوینگر |            |
| ۲۰۰۳ | تقلید ۳: نگهبان       | کارگردان، نوشته شده توسط              |            |
| ۲۰۰۶ | S&amp;Man             | کارگردان، فیلمنامه توسط               |            |
| ۲۰۰۷ | مهمانی قتل            | سازندگان فیلم مایلند تشکر کنند        |            |
| ۲۰۰۸ | گورزنان               | کارگردان، نوشته شده توسط              |            |
| ۲۰۰۹ | زمین سرخ خونی         | کارگردان، نویسنده، تهیه‌کننده          | فیلم کوتاه |
| ۲۰۰۹ | خانه شیطان            | تشکر ویژه                             |            |
| ۲۰۱۲ | دوزخبندان             | کارگردان، فیلمنامه توسط               |            |
| ۲۰۱۳ | من قبلاً تاریک تر بودم | تشکر ویژه                             |            |
| ۲۰۲۱ | بدخیم                 | اثر فیلمنامه بدون اعتبار              |            |

## کتابشناسی - فهرست کتب
رمان‌ها
- 2005: Clemency Pogue: Fairy Killer، Simon & Schuster ،شابک ‎۰-۶۸۹-۸۷۲۳۶-۴
- 2006: Clemency Pogue: The Hobgoblin Proxy, Simon & Schuster ,شابک ‎۰-۶۸۹-۸۷۲۳۶-۴
- 2006: The Squampkin Patch، Simon & Schuster ،شابک ‎۱-۴۱۶۹-۰۲۷۴-۰
- 2007: The Scrivener Bees، Simon & Schuster ،شابک ‎۱-۴۱۶۹-۰۷۶۹-۶
- 2012: Bloody Chester، اول دوم ،شابک ‎۹۷۸-۱-۵۹۶۴۳-۱۰۰-۳
- ۲۰۱۴: ظهور شفق قطبی غرب، (با پل پوپ) اول دوم ،شابک ‎۹۷۸-۱-۶۲۶۷۲-۰۰۹-۱
- ۲۰۱۵: سقوط خانه غرب، (با پل پوپ) اول دوم ،شابک ‎۹۷۸-۱-۶۲۶۷۲-۰۱۰-۷

کتاب‌های کمیک
- ۲۰۱۳: کنترل حیوانات بروکلین ، انتشارات IDW
- 2016: Outlast: The Murkoff Account

## بازی‌های ویدیویی
- ۲۰۰۱: بتمن: انتقام
- ۲۰۰۲: اسپلینتر سل تام کلنسی (بازی ویدئویی)
- ۲۰۰۴: اسپلینتر سل تام کلنسی: فردای پاندورا
- ۲۰۰۵: بتمن آغاز می‌شود[نیازمند منبع]
- ۲۰۱۱: هومفرانت
- ۲۰۱۳: اوت‌لست
- ۲۰۱۴: Outlast: Whistleblower
- ۲۰۱۴: مردگان متحرک: فصل دوم
- ۲۰۱۵: ماینکرفت: حالت داستانی
- ۲۰۱۷: اوت‌لست ۲ (بازی ویدئویی)